# 베사메무쵸
베사메무쵸는 2001년에 개봉한 대한민국의 영화이다.

## 캐스팅
- 전광렬 : 철수 역
- 이미숙 : 영희 역
- 한명구 : 한지훈 역
- 조원희 : 준혁 역
- 홍승희 : 서린 역
- 백성현 : 지오 역
- 정화영 : 자두 역
- 유현지 : 연두 역
- 김영찬 : 해오 역
- 홍경연 : 정우모 역
- 맹봉학 : 정우부 역
- 송용태 : 부장 역
- 박용수 : 선배 역
- 채용병 : 오대리 역
- 장현성 : 박대리 역
- 이황의 : 한대리 역
- 임병수 : 서대리 역
- 최일화 : 강진석 역
- 박재영 : 장변호사 역
- 류태호 : 친구1 역
- 박철민 : 친구2 역
- 배상돈 : 친구3 역
- 김인수 : 승민 역
- 우상전 : 털보주인 역
- 김윤석 : 집달관1 역
- 김구택 : 집달관2 역
- 윤희원 : 집달관3 역
- 김우정 : 지우 친모 역
- 최우정 : 의사 역
- 김서형 : 발레선생 역
- 진명선 : 경호모 역
- 허기호 : 신장매매 남 역
- 김희정 : 신장매매 여 역
- 이형권 : 아파트수위 역
- 한영수 : 택배직원 역
- 김한아 : 한지훈 여비서 역
- 하지현 : 장변호사 와이프 역
- 조승연 : 식품매장 청년 역
- 차성준 : 준혁기사 역
- 이예원 : 은행 여직원 역
- 이왕구 : 은행 남직원 역
- 김양희 : 냉면집 여종업원 역
- 조미련 : 오페라 가수 역
- 최덕술 : 오페라 가수 역
- 남상욱 : 오페라 가수 역
- 김형준 : 몸종 역
- 이지훈 : 몸종 역
- 동영배 : 정우 역
- 우혜빈 : 정우 여동생 역
- 김민재 : 은오 역
- 민은별 : 지오모 딸 역
- 김세기 : 경호 역
- 노명석 : 피아니스트 역